# Ricotia isatoides
Ricotia isatoides är en korsblommig växtart som först beskrevs av William Barbey, och fick sitt nu gällande namn av Brian Laurence Burtt. Ricotia isatoides ingår i släktet Ricotia och familjen korsblommiga växter. Inga underarter finns listade i Catalogue of Life.